# Tulade
 Der er for få eller ingen kildehenvisninger i denne artikel, hvilket er et problem. Du kan hjælpe ved at angive troværdige kilder til de påstande, som fremføres i artiklen.

 Denne artikel bør gennemlæses af en person med fagkendskab for at sikre den faglige korrekthed.

En Tulade er en plade af træ eller zink, der i opvarmet stand lægges under, mellem og ovenpå flader der skal fineres i en presse eller i bloktvinger.
For at tuladen ikke skal hænge i fineren lægges papir imellem den og emnet, og den opvarmede plade indsmøres evt. med fedtstof. Skal buede flader fineres bruges enten formede massive tulader eller ribbeskabeloner, udskårne brædder forsynet med tætliggende lameller. Bræddernes afstand skal være ca. 10 cm. Lamellerne kan enten sømmes på, eller -hvad der er billigere i længden – lægges løst i skabelonen, der i så fald blot er samlet med nogle lister.

## Historie
Før det blev almindeligt at finere i en hydraulisk presse var det et dramatisk arbejde at få tullader og emner placeret rigtigt i bloktvingerne.

## Anden funktion
Violinbyggere og dermed ligestillede bruger zulage i form af klodser, men til andet formål.